# Рабочая партия Курдистана
Рабо́чая Па́ртия Курдиста́на (РПК; курд. Partiya Karkerên Kurdistanê — PKK) — курдская военно-политическая организация, существовавшая с 27 ноября 1978 года по 12 мая 2025 года. РПК вела партизанскую войну против Турции с 1984 по 1993 год за независимое курдское государство, с 1993 до 2025 года — за создание национально-территориальной автономии в составе Турции. Изначально партия придерживалась марксистско-ленинской идеологии, но после ареста лидера Абдуллы Оджалана, она стала сторонницей демократического конфедерализма. 
В столкновениях между Турцией и РПК погибло более 40,000 человек. Обе стороны широко применяли террор против мирного населения. (см. Конфликт РПК и Турции)
РПК являлась наиболее поддерживаемой политической партией среди курдов по всему миру, поскольку боролась за национальные права курдского меньшинства в странах Ближнего Востока. Ее последователи считают Абдуллу Оджалана своим верховным лидером и идейным вдохновителем.
РПК была создана в попытке установить права для курдского меньшинства в Турции. Курдский вопрос на Ближнем Востоке возник в XIX веке из-за попытки лишить народ, сильно привязанный к своим собственным традициям, их культурной и племенной автономии. Использование курдского языка было запрещено, а сама курдская национальность не признавалась, в 1920—1930-е годы произошли пятнадцать курдских восстаний, а более 100 тысяч мирного населения подверглись массовым убийствам со стороны правительства. После Государственного переворота 1980 года многие, кто говорил, публиковал или пел на курдском языке, были арестованы и заключены в тюрьму. Турция часто рассматривала спрос на образование на курдском языке как поддержку «террористической» деятельности РПК. (см. Турецко-курдский конфликт)
Признана террористической организацией Турцией, США, ЕС и некоторыми другими странами, однако маркировка РПК как террористической спорна, и часть аналитиков и организаций утверждают, что РПК больше не участвует в организованной террористической деятельности и не преследует систематически гражданских лиц. Суд Европейского Союза постановил, что РПК была классифицирована как террористическая без соблюдения надлежащей правовой процедуры. Вопрос о её исключении из «террористического списка» тормозится из-за Турции, оказывающей давление, чтобы сорвать любой вопрос, который приведёт к стиранию ярлыка «терроризма» с РПК и курдского вопроса в частности.
В 1999 году РПК выдвинула требования, близкие и понятные основной массе курдского населения, а именно: предоставление национальной автономии, сохранение национальной самобытности, практическое уравнивание курдов в правах с турками, открытие национальных школ и введение теле- и радиовещания на курдском языке. С другой стороны, возникают сомнения, что создание автономии сможет способствовать практическому решению проблемы курдов.
1 марта 2025 года РПК заявила о прекращении вооружённой борьбы против Турции. Перед этим, 27 февраля 2025 года, находящийся в тюрьме лидер РПК Абдулла Оджалан заявил, что берёт на себя «историческую ответственность» за призыв сложить оружие. Он сказал, что все вооружённые группы должны сложить оружие, а РПК должна самораспуститься, и призвал РПК созвать съезд, чтобы принять решение об интеграции с государством и обществом. В марте власти Турции пригрозили РПК продолжить борьбу, если та окончательно не сложит оружие и не объявит о самороспуске. 12 мая 2025 года Рабочая партия Курдистана объявила о самороспуске и прекращении вооружённой борьбы.

## История
Рабочая партия Курдистана была образована 27 ноября 1978 года как левая социалистическая партия. После военного переворота в Турции (1980) почти всё руководство партии было арестовано, однако Абдулле Оджалану (основателю Рабочей партии Курдистана) и ряду однопартийцев удалось найти убежище в Сирии.
У РПК были две программы 1978 года: «Программа-минимум» и «Программа-максимум». Программа-минимум партии — достижение политической, культурной, национальной автономии в рамках Турецкой Республики. Программа-максимум — создание общенационального курдского государства из четырёх частей Курдистана с построением в нём социалистического общества. С 1993 года РПК полностью перешли на первую программу.
С начала 1980-х Сирия стремилась ослабить своих соседей, поддерживая автономистские устремления турецких и иракских курдов, одновременно настаивая на том, чтобы её собственное курдское меньшинство Сирии подчинило свою этническую идентичность арабской идентичности Сирии. В 1980-х и начале 1990-х годов сирийское правительство поддерживало действия РПК против Турции, вооружая и обучая её членов в лагерях на территории ливанской долины Бекаа, оккупированной сирийской армией. С середины 1980-х годов РПК имела уже многотысячную партизанскую армию (получившую наименование Армия освобождения народов Курдистана — (Artêşa Rizgariya gelên Kurdistan — ARGK)) и разветвлённые политические структуры, объединённые во Фронт национального освобождения Курдистана (Eniya Rizgariya Netewên Kurdistan — ERNK).
Одновременно Сирия оказывала помощь иракским курдам — Патриотическому союзу Курдистана, который был основан Джалалом Талабани в Дамаске в 1975 году. За это турецкие и иракские курды отказались от всех претензий на лидерство в отношении сирийских курдов. В 1998 году, однако, Сирия под сильным давлением Турции прекратила свою поддержку РПК, изгнав её лидера Абдуллу Оджалана из его дома в Дамаске и закрыв лагеря РПК в Ливане. Вскоре после этого Оджалан был задержан в Кении и приговорён турецким судом к смертной казни (заменённой на пожизненное заключение). РПК перенесла свои лагеря в Иракский Курдистан. На этом, однако, сотрудничество Сирии и РПК не завершилось: сирийские власти не противодействовали желанию сирийских курдов вступать в ряды РПК для борьбы против Турции. Сирийские курды даже принимали участие в терактах на территории Турции.
В 1999 году Армия освобождения народов Курдистана была преобразована в Народные силы самообороны (НСС), которые состоят из профессиональных боевиков и имеют обустроенные базы в труднодоступных высокогорных областях Курдистана. Политические структуры РПК контролируют курдское общество как в самой Турции, так и в европейской диаспоре. РПК располагает крупным бюджетом, который пускает в оборот через подконтрольных партии бизнесменов. Основными боевыми целями являются правительственные силы безопасности Турции.
Для борьбы против РПК турецкое правительство использует не только военную силу. Считается[кем?], что турецкая разведка стоит за созданием альтернативной группировки — «Курдская Хизболла» — которая совершала убийства и похищения активистов РПК.
В августе 1999 года РПК объявила о перемирии и провозгласила проект Демократической Конфедерации, представляющей собой внегосударственное образование, объединяющее курдские автономные республики, которые должны быть созданы в составе стран, разделивших между собой Курдистан.

## Объявлявшиеся перемирия
За 30 лет курдско-турецкого противостояния Рабочей партией Курдистана были объявлены пять односторонних перемирий.

### Первое перемирие
19 марта 1993 года на пресс-конференции в ливанской провинции Бекаа лидер Рабочей партии Курдистана, в присутствии лидера Патриотического союза Курдистана Джаляля Талабани объявил об одностороннем перемирии. Перемирие было объявлено в ответ на многочисленные тайные обращения турецкого руководства и продлилось до 15 апреля 1993 года. Взаимная скрытая договорённость была достигнута в ходе посреднической деятельности Джаляля Талабани между Абдуллой Оджаланом и президентом Турции Тургутом Озалом. 15 апреля 1993 года РПК объявила о продлении перемирия сроком на один месяц. 17 апреля президент Турции Тургут Озал умер от инфаркта. В восточных и юго-восточных районах Турции против курдских партизан были развёрнуты широкомасштабные операции. РПК объявила о прекращении перемирия с Турцией. По турецким данным, она сама сорвала перемирие, остановив автобус с турецкими рекрутами и убив более 30 безоружных солдат.

### Второе перемирие
Было объявлено 15 декабря 1995 года в ответ на письмо турецкого премьер-министра Тансу Чиллер, отправленное лидеру РПК Абдулле Оджалану. Однако 16 января 1996 года, после того, как близ городка Гючлюконак на юго-востоке Турции турецкими военными был обстрелян гражданский микроавтобус с 11 пассажирами и ответственность была возложена на РПК, перемирие было прекращено. Покушение на жизнь лидера РПК Абдуллы Оджалана 6 мая 1995 года, организованное турецким руководством во главе с Тансу Чиллер, Доганом Гюрешем и Мехметом Агаром окончательно поставило крест на переговорах.

### Третье перемирие
1 сентября 1998 года по просьбе премьер-министра Турции Неджметтина Эрбакана РПК в третий раз объявила о перемирии. Перемирие сохранилось и после вынужденного выезда лидера РПК Абдуллы Оджалана из Сирии, которой со стороны Турции был объявлен ультиматум о введении войск. Арест Абдуллы Оджалана 15 февраля 1999 года положил конец перемирию.

### Четвёртое перемирие
2 августа 1999 года РПК объявила о выводе войск из турецкой части Курдистана в иракскую часть. 1 сентября она объявила об очередном перемирии. Самое продолжительное в истории курдско-турецкого военного противостояния перемирие сохранялось на протяжении почти пяти лет. Игнорирование курдской проблемы в Турции вынудило руководство РПК 1 июня 2004 года объявить о прекращении перемирия.

### Пятое перемирие
Было объявлено 1 сентября 2006 года в ответ на многочисленные просьбы курдской и турецкой интеллигенции, Партии демократического общества, Соединённых Штатов Америки и Европейского союза.
На Х Съезде Рабочей партии Курдистана утверждены понятия «активная» и «пассивная» самооборона, подразумевающие ведение вынужденных атак, в случае нападения со стороны агрессора, в отношении которого объявлено перемирие.

### Мораторий
29 марта 2009 года, с целью поддержания благоприятной атмосферы внутри Турции, активно обсуждающей способы политического решения курдской проблемы, РПК объявила о введении моратория на ведение боевых действий сроком до 1 июня 2009 года.
1 июня 2009 года РПК продлила мораторий до 15 июля 2009 года, затем до 1 сентября 2009 года.
29 сентября 2009 года односторонний мораторий продлён на неопределённый срок.

## Заявление 2025 года о прекращении вооружённой борьбы против Турции
1 марта 2025 года РПК заявила о прекращении вооружённой борьбы против Турции. Перед этим, 27 февраля 2025 года, находящийся в тюрьме лидер РПК Абдулла Оджалан заявил, что берёт на себя «историческую ответственность» за призыв сложить оружие. Он сказал, что все вооружённые группы должны сложить оружие, а РПК должна самораспуститься, и призвал РПК созвать съезд, чтобы принять решение об интеграции с государством и обществом.

## Признание экстремистской или террористической организацией
В 1993 году деятельность Рабочей партии Курдистана была признана экстремистской и запрещена министерством внутренних дел ФРГ. Деятельность РПК также была признана террористической и запрещена в США (1997), в Великобритании (2001), в Канаде (2002), в Австралии (2005). По данным службы безопасности Австралии, деятельность РПК также запрещена в Австрии, Азербайджане, Ираке, Казахстане, Молдавии, Нидерландах, Новой Зеландии, Турции, во Франции и на Филиппинах.

### Критика
В июне 2002 года Рабочая партия Курдистана была включена в список террористических организаций ЕС, что означает запрет её деятельности во всех странах Евросоюза, независимо от того, запрещена РПК их национальными законодательствами или нет. Однако 3 апреля 2008 года Европейский суд признал незаконным включение в 2002 году Рабочей Партии Курдистана в список террористических организаций ЕС (дело № 2008/C 142/40) по причине процедурных ошибок. В частности, представителям РПК не было дано возможности выступить в свою защиту. Вместе с тем, судьи подчеркнули, что не намерены исключать РПК из списка и судебное решение носит лишь формальный характер, так как допущенные ошибки уже устранены. Таким образом, официально РПК так и не была вычеркнута из списка террористических организаций и до сих пор числится в нём при каждом обновлении. В последнем издании списка (июль 2016) РПК вместе с её подразделениями KADEK и KONGRA-GEL располагается под номером 13.

## Символика

### Флаги
- Флаг РПК (1978–1995)[41]
- Флаг РПК (1995–2000)[41]
- Флаг РПК (2000–2002)
Флаг KADEK (2002–2003)[41]
- Флаг Kongra-Gel (KGK) (2003–2005)[41][42]
- Флаг РПК (2005–2025)[43]

### Гимн
Марш Рабочей партии Курдистана — «Bi Rêberîya Partîya Karkeran» (Bï Rebäriâ Partiâ Karkäran).